# خلد برین
خٌلد بَرین (پردیس یا بهشت برین) گردآورش شعر در چارچوب مثنوی از وحشی بافقی  یکی از شاعران سدهٔ دهم ایران است که در سال 967 خورشیدی در شهر بافق از توابع یزد چشم به جهان گشود. در بحر سریع و به تقلید از مخزن الاسرار نظامی گنجوی است.

## نمونه شعر
ابیات آغازین:
| خامه برآورد صدای صریر     |  | بلبلی از خلدبرین زد صفیر     |
| خلدبرین ساحت این گلشن است |  | خامه در او بلبل دستان زن است |
| بلبل این باغ پرآوازه باد  |  | دم به دمش زمزمه‌ای تازه باد   |

### از حکایت های منظومه
| جاهلی از گنج خرد تنگدست |  | آرزوی گنج به دل نقش بست  |
| در طلب گنج به ویرانه‌ها  |  | بود سراسیمه چو دیوانه‌ها  |
| رفت یکی روز به ویرانه‌ای |  | چون دل ویران خودش خانه‌ای |
| دید برون آمده ماری عجب  |  | بر تن او نقش و نگاری عجب |